# Червонопопівське газове родовище
Червонопопівське газове родовище — належить до Красноріцького газоносного району Східного нафтогазоносного регіону України.

## Опис
Розташоване в Луганській області на відстані 12 км від м. Кремінна.
Знаходиться на межі півн. прибортової зони Дніпровсько-Донецької западини з перехідною зоною складчастого Донбасу та схилу Воронезької антеклізи, в межах півн.-сх. закінчення Торсько-Дробишівського структурного валу.
Підняття виявлене в 1939 р. В утвореннях тріасу структура являє собою брахіантикліналь північно-західного простягання розмірами 10,0х4,0 м з двома склепіннями. Серією розривних порушень структура розмежована на блоки. У кам'яновугільному комплексі порід головними порушеннями є Північно-Донецький (амплітуда 600—1500 м) та Червонопопівський (амплітуда 70-600 м) насуви.
Перший промисловий приплив газу отримано з башкирського продуктивного горизонту з інт. 132—1142 м у 1961 р.
Поклади пластові, склепінчасті, тектонічно екрановані, деякі також літологічно обмежені.
Експлуатується з 1965 р. Режим покладів газовий та водонапірний. Запаси початкові видобувні категорій А+В+С1: газу — 1524 млн. м³.